# Cap Crozier
El cap Crozier és el punt més oriental de l'illa de Ross, a l'Antàrtida.
Va ser descobert el 1841 durant l'expedició de James Clark Ross de 1839 a 1843 amb HMS Erebus i HMS Terror, i va rebre el nom de Francis Crozier, capità de l'HMS Terror. El volcà extingit Mont Terror, també anomenat durant l'expedició de Ross, s'eleva bruscament des del cap fins a una alçada de 3.230 m, i la vora de la barrera de gel de Ross (antigament coneguda com la barrera o gran barrera de gel) s'estén cap a l'est.

## Història

### Primer desembarcament, 1902
El primer desembarcament al cap Crozier va ser el 22 de gener de 1902, durant l'expedició Discovery del capità Scott. Un grup de RRS Discovery va aterrar amb un petit vaixell en una zona de platja pedregosa una mica a l'oest del Cap. Scott, Edward Wilson i Charles Royds van pujar pel vessant fins a un mirador des del qual van poder veure la superfície de la barrera, i també van poder observar la gran colònia de pingüins d'Adèlia que habitava el terreny, lliure de gel circumdant.

#### Lloc històric
Aquell dia es va erigir una bústia de missatges, marcada de manera destacada, perquè qualsevol futur vaixell de socors pogués recollir els missatges. Aleshores contenia un cilindre de missatge metàl·lic, que des de llavors ha estat retirat. El lloc ha estat designat Lloc o Monument Històric (Historic Site or Monument, HSM 69), després d'una proposta de Nova Zelanda, Noruega i el Regne Unit a la Reunió Consultiva del Tractat Antàrtic.

### Expedició amb el vaixell Terra Nova, 1910–13
El capità Scott va considerar seriosament el cap Crozier com la base de la seva segona expedició a l'Antàrtida. En l'anterior viatge, el Discovery havia quedat congelat al seu atracador de l'estret McMurdo durant gairebé dos anys, i amb prou feines havia escapat el febrer de 1904, una circumstància que havia provocat una costosa operació de rescat i un cert oprobi per a Scott. No hi hauria cap possibilitat que el vaixell Terra Nova estigués enganxat al gel al mar obert davant del cap Crozier, però la ubicació no protegida dificultaria el desembarcament de provisions i personal, la base costanera estaria a mercè del mal temps i la ruta terrestre fins a la superfície de la barrera era problemàtica. Scott va decidir tornar la seva base a l'estret McMurdo, encara que a un ancoratge més al nord (Cap Evans).

### Viatge a l'hivern de 1911
Wilson tenia ganes de continuar investigant l'embrió del pingüí emperador i necessitava obtenir ous en una fase inicial d'incubació, la qual cosa significava recollir-los en ple hivern antàrtic. A la secció de Zoologia de l'Informe científic publicat de l'Expedició Discovery, va suggerir un pla per a un "viatge d'hivern" pel qual es poguessin recuperar aquests ous. Aquest viatge, amb l'aprovació del capità Scott, va ser dut a terme entre el 27 de juny i el 2 d'agost de 1911, per Wilson, Apsley Cherry-Garrard i Henry Robertson Bowers. Cherry-Garrard va descriure més tard la caminada al seu llibreThe Worst Journey in the World ( El pitjor viatge del món). Amb la foscor de l'hivern i les condicions meteorològiques extremes el viatge va resultar lent i perillós, però malgrat els contratemps es van recuperar tres ous i més tard Cherry-Garrard els va presentar al Museu d'Història Natural. Finalment, però, el seu valor científic va resultar mínim. Les restes d'una barraca de pedra, construïda el juliol de 1911 pel grup de viatge d'hivern de Wilson, han estat designades Lloc o Monument Històric (HSM 21), després d'una proposta de Nova Zelanda a la Reunió Consultiva del Tractat Antàrtic.

## Lloc restringit
Cap Crozier es troba dins d'una àrea restringida i cal permís per visitar-lo. Cap Crozier és la llar d'una de les colònies de pingüins d'Adèlia més grans del món (~ 270.000 parelles reproductores a partir del 2012), una de les dues colònies de pingüins emperador més al sud (>1900 parelles reproductores a partir del 2018), i una de les colònies de paràsit austral més grans del món (~ 1.000 parelles reproductores). També acull diverses espècies de líquens, incloent almenys tres que no es trobaven anteriorment en aquesta part de l'Antàrtida. Ha estat designada Zona Antàrtica Especialment Protegida (ZAEP 124) i BirdLife International l'ha designada Zona Important per als Ocells (IBA). De 2001 a 2005, dos enormes icebergs coneguts com Iceberg B-15 i C16 van estar presents prop de la costa i van afectar les colònies de pingüins d'Adèlia i emperador.